# 萊利斯塔德中心車站
萊利斯塔德中心車站（荷蘭語：Station Lelystad Centrum）是荷蘭夫利佛蘭省首府萊利斯塔德的主要鐵路車站，啟用於1988年5月28日，由荷蘭建築師彼得·基爾斯登克設計。自2012年12月9日萊利斯塔德－茲沃勒鐵路通車後，車站進行了擴充，目前有4個月台軌道。